# Pygopristis denticulata
Pygopristis denticulata, unica specie appartenente al genere Pygopristis, è un pesce d'acqua dolce appartenente alla famiglia Characidae e in particolare alla sottofamiglia Serrasalminae.

## Distribuzione e habitat
Questa specie è diffusa nel bacino idrografico dell'Orinoco e in alcuni affluenti del Rio delle Amazzoni in Guyana.

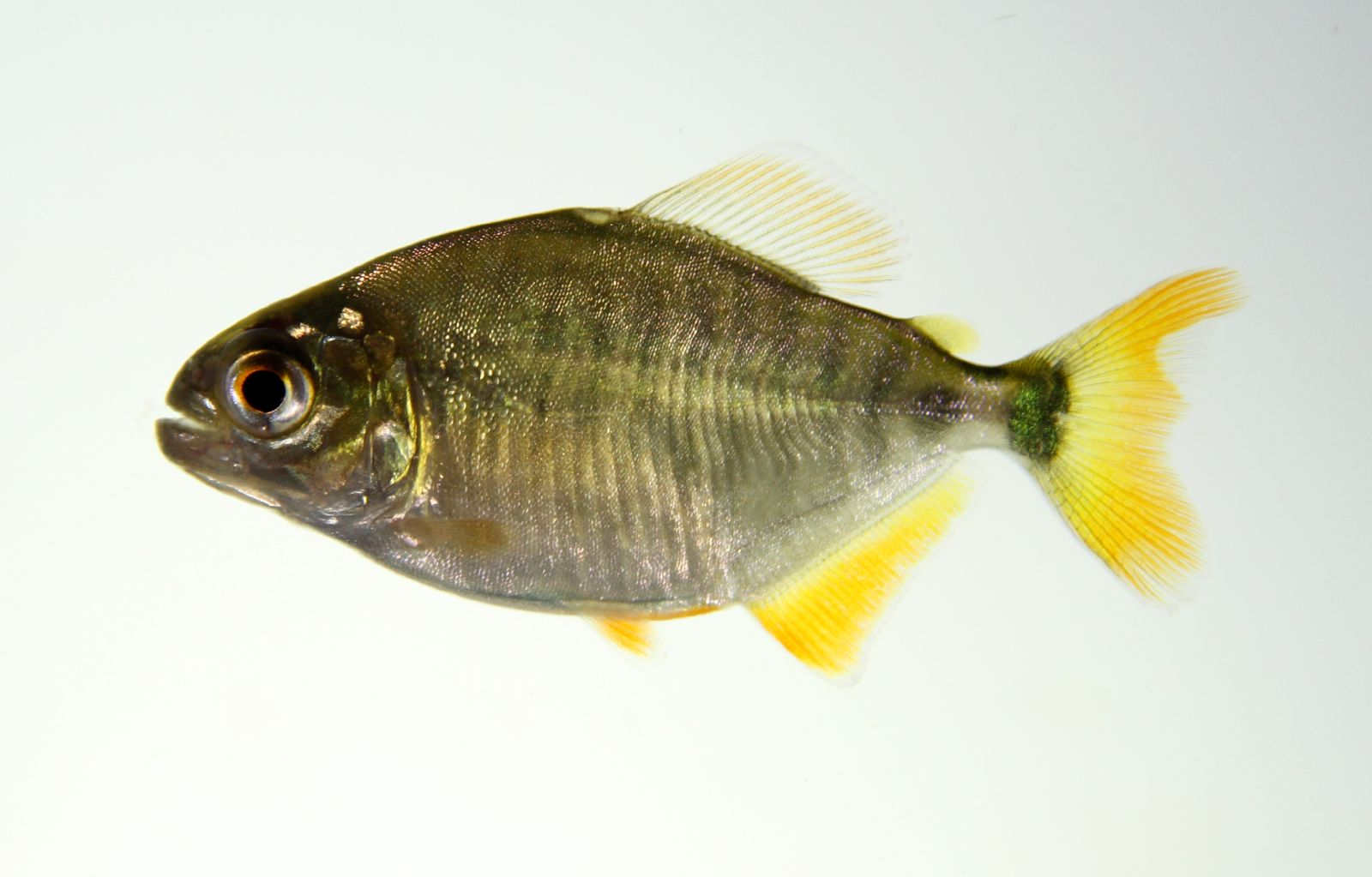
Un esemplare giovanile

## Descrizione
La forma è tipica dei Piranha: il corpo è alto, molto compresso ai fianchi, con profili dorsale e ventrale molto convessi. Gli occhi sono grandi, la bocca estremamente robusta e provvista di una poderosa dentatura. I suoi denti presentano tre cuspidi e hanno una forma diversa dalle altre specie, rendendo P. denticulata facile da identificare (ciò è sottolineato anche nel nome scientifico). La pinna caudale è alta, bilobata, quasi a mezzaluna. La pinna dorsale e l'anale sono alte, spesso appaiono sfrangiate. La pinna adiposa è piuttosto grande. 
 La livrea presenta un fondo azzurro argenteo, con squame iridescenti metallizzate e puntini blu. Su ventre e gola, più chiari, appaiono dei riflessi rossastri. Le pinne sono rossastre, la coda rossastra e bruna. Raggiunge una lunghezza di 20 cm. Ha 62 cromosomi.

## Acquariofilia
Nonostante la sua pericolosità, è allevato da appassionati. Decisamente meno diffuso in commercio di Pygocentrus nattereri.

## Pericoli per l'uomo
Il suo morso è molto potente: può causare gravi ferite.